# Clathria cullingworthi
Clathria cullingworthi är en svampdjursart som beskrevs av Burton 1931. Clathria cullingworthi ingår i släktet Clathria och familjen Microcionidae. Inga underarter finns listade i Catalogue of Life.